# Бардейовський скансен
Барде́йовський ска́нсен — музей народної архітектури в словацькому місті Бардейові, експонатами якого є лемківські пам'ятки дерев'яного будівництва. Створений у 1961 році на території Байдеровського курорту, відкритий для відвідування у 1965 році. Є осередком дослідницької роботи в галузі етнографії та мистецтва українців-русинів у Словаччині.

## Експозиція
Першим експонатом музею стала лемківська дерев'яна церква XVIII століття з села Микулашової, яку за ініціативи лікаря Атласа перевезено і відтворено тут ще у 1927 році. Нині на території музею нараховується близько 50 архітектурних споруд великої форми.